# Friedemann Grieshaber
Friedemann Grieshaber (* 1968 in Ravensburg) ist ein deutscher Bildhauer und Zeichner. Er lebt und arbeitet in Berlin und im Allgäu.

## Leben
Friedemann Grieshaber ist 1968 in Ravensburg geboren. Er reiste nach dem Abschluss seiner
Steinmetzlehre durch Israel und Ägypten. Im Anschluss studierte Grieshaber Bildhauerei in Stuttgart und Berlin. Für zwei Jahre war er Werkstattutor und schloss sein Studium an der Universität der Künste Berlin als Meisterschüler 1998 ab.
Grieshaber erhielt Stipendien und Preise, zuletzt vom Bund und der Akademie der Künste Berlin an der Villa Serpentara in Olevano Romano (2005). Ein öffentlicher Auftrag für eine Figurengruppe im Außenbereich wurde in Ulm ausgeführt. Im Jahr 2006 bekam er einen Lehrauftrag für Bildhauerei an der 9. Internationalen Dresdner Sommerakademie. Bau einer großen Skulptur auf einer Insel im Atlantischen Ozean (2007).
Werke befinden sich in öffentlichen und privaten Sammlungen.
Seit 1998 Ausstellungen und Ausstellungsbeteiligungen in Kunstvereinen, Museen, öffentlichen und privaten Galerien. Teilnahme an Kunstmessen, auch mit Einzelpräsentationen. Seine Werke sind vorwiegend aus Beton, thematisch zwischen Baukörper und plastischer Gestalt.

## Preise und Stipendien
- 2005:  Stipendium des Bundes und der Akademie der Künste Berlin/Brandenburg für die Villa Serpentara, Olevano Romano (I)
- 2003:  Ausführung einer Figurengruppe im Außenbereich des HNO-Klinikum Ulm
- 2002:  1. Preis im Wettbewerb für Kunst im öffentlichen Raum, Stadt Auerbach/Opf
- 2002:  Zweijähriges Atelierstipendium der Ulmer Kunststiftung PRO ARTE
- 2001:  Im Rahmen eines Symposium Förderung der Stiftung Kulturfonds Berlin
- 2000:  1. Preis für Bildhauerei der Darmstädter Sezession, Mitgliedschaft
- 1999:  Graduiertenstipendium der Konrad-Adenauer-Stiftung (EHF)

## Ausstellungen
- 2008     Marburger Kunstverein (K)
- 2007    Bildhauerei, Galerie im Turm, Berlin
  - Skulpturen, Galerie Tobias Schrade, Art Karlsruhe
  - Bildgüsse und Papierarbeiten, Galerie Klaus Lea München
- 2006    Skulpturen und Zeichnungen, Galerie Pro Arte Freiburg
  - Beton- und Bronzeplastiken, Galerie Netuschil, Darmstadt
  - Künstlerkreis Orteau, Galerie im Artforum Offenburg
  - Bildgüsse und Papierarbeiten, Kunstkreis i.d. Galerie der Stadt Tuttlingen
- 2005    Zwischen unten und oben, breitengraser contemporary sculpture, Berlin
  - Compiti di Casa, Villa Serpentara, Olevano Romano, (Italien)
- 2004    Plastiken, Zeichnungen, Modelle, Entwürfe, Galerie Tobias Schrade, Ulm
  - Plastiken und Zeichnungen, Galerie Schloss Mochental bei Ehingen
- 2003    Figurationen, Plastiken und Zeichnungen, Galerie Rothe, Frankfurt a. M.
  - Baukörper und plastische Gestalt, Museen der Stadt Bamberg
  - Stipendiatenausstellung, Galerie der Ulmer Kunststiftung PRO ARTE, Ulm
  - Graue Inhalte, Galerie Klaus Lea, München
- 2002    Galerie Parterre, Kulturamt Prenzlauer Berg, Berlin
  - Sockel und Fuß, Dach und Kopf, Galerie Klaus Lea, München
  - Baukörper und plastische Gestalt, Stiftung für Bildhauerei, Berlin (K)
- 2001    Urban Issue, breitengraser contemporary sculpture, Berlin
  - Höhe Tiefe Breite, Künstlerbahnhof Westend, K.-Hofer-Gesellschaft, Berlin
  - Figurationen der Gegenwart, Friedrichsbau Bühl
- 2000    Betongußarbeiten, Pavillon der Galerie Klaus Lea, München
- 1999    Galerieeröffnung, breitengraser contemporary sculpture, Berlin

## Werke in privaten und öffentlichen Sammlungen
- Deutscher Bundestag Berlin
- Stiftung für Bildhauerei, Berlin
- Städtisches Museum Eppingen
- Ulmer Kunststiftung, Ulm
- Edwin Scharff Museum, Neu-Ulm
- Landesbank Baden-Württemberg, Stuttgart
- Sammlung der Stadt Tuttlingen
- Städtische Sammlungen Schweinfurt

## Publikationen
- Edition JUNGE KUNST in Berlin, Katalog 6, 2002 Berlin